# Rafał z Proszowic

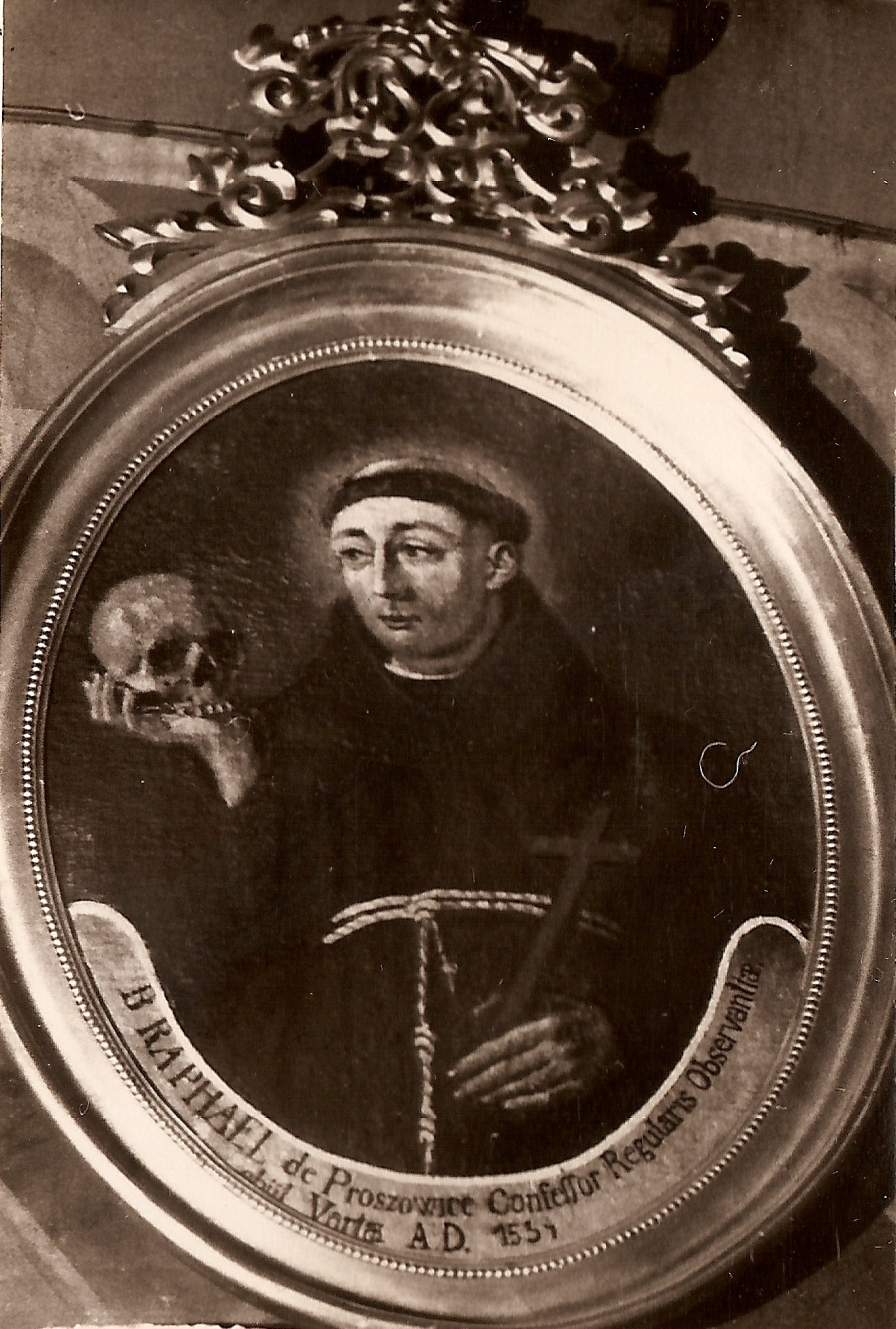
Rafał z Proszowic - obraz z XVII wieku z kościoła św. Jana Chrzciciela w Proszowicach

Rafał z Proszowic (właśc. Stanisław Budek; ur. 1453 w Proszowicach, zm. 26 stycznia 1534 w Warcie) – polski zakonnik, bernardyn, gwardian klasztorów w: Poznaniu, Krakowie, Wilnie i Kownie, prowincjał polskiej prowincji zwany błogosławionym Kościoła katolickiego.

## Życiorys
Jego ojciec, Jan, był garncarzem. Stanisław Budek uczył się w miejscowej szkole parafialnej, a gdy miał 10 lat ojciec przywiózł go do Krakowa do szkoły katedralnej przy kościele Mariackim.
Od 1467 studiował na Akademii Krakowskiej, gdzie w 1472 uzyskał tytuł bakałarza nauk wyzwolonych (o. Innocenty Rusecki OFM podaje to w wątpliwość, gdyż w tym czasie Stanisławowi zmarła matka, a potem ojciec. Ponadto dziejopisarz bernardyński mnich Jan z Komorowa nigdzie o tym nie wspomina). Na studiach zetknął się z ówczesnymi prądami kulturalnymi i naukowymi, które odegrały dużą rolę w kształtowaniu się jego osobowości. W przyszłości uczyniło go to jednym z najbardziej światłych zakonników bernardyńskiej społeczności zakonnej.
Wielki wpływ na przyszłość Rafała wywarł Świętosław Milczący, spowiednik przy kościele Mariackim, który był jego kierownikiem duchowym. Zapewne też jemu Stanisław Budek wyjawił swój zamiar wstąpienia do zakonu i radził się go w sprawie odpowiedniego wyboru. Świętosław nie wskazał mu konkretnego zakonu, lecz radził, aby rozglądnął się po licznych krakowskich domach zakonnych i sam dokonał wyboru. Wybrał Zakon Braci Mniejszych Obserwantów – zwanych Bernardynami.
W nowicjacie bernardyńskim otrzymał imię zakonne – Rafał. Czas nowicjatu był dla niego szczególnym czasem porządkowania swojego życia wewnętrznego poprzez liczne ćwiczenia ascetyczne i umartwienia. Po roku zakonnego życia złożył pierwsze śluby i rozpoczął studia teologiczne pod kierunkiem Jana Vitreatora, który kierował wówczas studiami zakonnymi. Rafał zdobył bardzo solidną wiedzę, odznaczając się pracowitością i rzetelnością. Po ukończeniu studiów przyjął święcenia kapłańskie, spełniając tym swoje długoletnie pragnienie, aby zostać kapłanem w Zakonie Braci Mniejszych.
W zakonie pełnił różne funkcje: spowiednika, gwardiana, prowincjała. Ojciec Rafał na kapitule w Lublinie, która odbyła się 8 września 1506 został wybrany wikariuszem Wikarii Polskiej Bernardynów. Było to wielkie wyróżnienie dla o. Rafała, które zarazem dawało świadectwo o jego gorliwym życiu i pracy, bowiem powierzono mu najwyższy urząd w polskiej wikarii. Niebawem udał się na kapitułę generalną do Asyżu, która odbyła się 22 maja 1507. Tam został wyznaczony wizytatorem generalnym Wikarii Polskiej. Po powrocie z kapituły generalnej, zwołał kapitułę do Warszawy na dzień 8 września 1507, a po jej zakończeniu rozpoczął wizytację klasztorów. Było to przedsięwzięcie bardzo trudne, biorąc pod uwagę fakt, iż w skład wikarii wchodziły wówczas 23 klasztory rozrzucone na olbrzymim obszarze dawnej Polski.
Za króla Olbrachta był gwardianem w Poznaniu, następnie trzy razy w Krakowie za Zygmunta Starego. Był gwardianem także w Wilnie i w Kownie, gdzie założył bractwo bernardyńskie św. Anny i wystarał się o kaznodzieję do języka litewskiego. Dwa razy jeździł do Włoch na kapitułę generalną. Cztery razy był prowincjałem, ceniony jak "zwierzchnik niezwykłej świętości".
W trakcie wizytowania klasztorów Wielkopolski, zachorował i czując zbliżającą się śmierć polecił, by zawieźć go do Warty. Tam zmarł 26 stycznia 1534. Ciało jego złożono w prostej dębowej trumnie, którą wystawiono w kościele.
10 i 11 listopada 1640 roku dokonano uroczystości podniesienia relikwii o. Rafała.
Rafał z Proszowic zapisał się w historii jako świetny mówca, kodyfikator ustaw zakonnych i konstytucji Władysława z Gielniowa. Jest określany błogosławionym na podstawie kultu, choć nigdy nie nastąpił proces beatyfikacyjny.
Zdziałał wiele dla podniesienia roli swego zakonu. Wpływał na heretyków, "innowierców" (tak zaczęto wówczas określać ludzi innej wiary), ponieważ i u nich cieszył się szacunkiem. Jego osoba była otoczona wielką powagą, gdziekolwiek się zjawił. Znano go na dworze Zygmunta Starego. O wstawiennictwo zwracali się do Rafała nie tylko poszczególni ludzie, lecz również i całe miasta, jak np. Koźmin, Piotrków Trybunalski, Wieruszów, Chocz, Sieradz, Kalisz, Łęczyca, Parzęczew i Proszowice.
W 1631 prymas Jan Wężyk rozpoczął jego proces beatyfikacyjny, a w 1640 prymas Jan Lipski dokonał podniesienia relikwii.